# Alarma: vol 502 segrestat
 Alarma: vol 502 segrestat	  (títol original: Skyjacked) és una pel·lícula de catàstrofes estatunidenca dirigida per John Guillermin el 1972. És la continuació d'Airport. Ha estat doblada al català.

## Argument
La vida d'un grup de passatgers d'un Boeing 707 es veu tràgicament alterada, quan un sergent veterà del Vietnam segresta l'aparell amb la pretensió que es dirigeixi a Moscou, encara que diverses vicissituds faran que l'avió s'aproximi al Pol Nord. Charlton Heston és l'heroic pilot de l'avió i Yvette Mimieux una intrèpida hostessa.

## Repartiment
- Charlton Heston: el capità O'Hara
- Yvette Mimieux: Angela Thatcher
- James Brolin: Jerome Weber
- Claude Akins: Sergent Ben Puzo
- Walter Pidgeon: Sen. Lindner
- Mariette Hartley: Harriet Stevens
- Rosey Grier: Gary Brown
- Jeanne Crain: Clara Shaw
- Susan Dey: Elly Brewster
- Leslie Uggams: Lovejoy Wells
- Mike Henry: Sam Allen
- Jayson William Kane: William Reading
- John Fielder: Robert Grandig